# أرمين كوفمان
أرمين كوفمان (بالألمانية: Armin Kaufmann)‏ (و. 1902 – 1980 م) هو ملحن، وعازف كمان، وموسيقي نمساوي، يستخدم آلات كمان جهير، توفي في فيينا، عن عمر يناهز 78 عاماً.